# Жанаталап (Тюлькубаський район)
Жанатала́п (каз. Жаңаталап) — село у складі Тюлькубаського району Туркестанської області Казахстану. Входить до складу Рискуловського сільського округу.
Населення — 359 осіб (2021; 457 у 2009, 333 у 1999, 316 у 1989).